# Salcia Tudor
Salcia Tudor – wieś w Rumunii, w okręgu Braiła, w gminie Salcia Tudor. W 2011 roku liczyła 775 mieszkańców.